# Мітрохіна Зінаїда Іванівна
Зінаїда Іванівна Мітрохіна (також Митрохіна; 14 жовтня 1926, Мелечево ⁣—⁣2002) — радянська та українська вчена-правознавиця, кандидатка юридичних наук (1970), доцентка, спеціалістка у галузі криміналістики і працівниця прокуратури. З початку 1960-х років працювала на кафедрі криміналістики Національної юридичної академії України імені Ярослава Мудрого. Учениця професора Олексія Колесниченка.

## Життєпис
Зінаїда Мітрохіна народилася 14 жовтня 1926 року в селі Мелечево Калузької губернії (тепер Бабининський район Калузької області). У 1944 році вступила до Харківського юридичного інституту, який закінчила через чотири роки. У серпні 1948 року почала працювати слідчою в Дубов'язівській районній прокуратурі Сумської області, через сім місяців була переведена на аналогічну посаду в Охтирську районну прокуратуру тієї ж області, а в липні 1951 — лютому 1952 року була слідчим у Вільховатській районній прокуратурі Харківської області.
У лютому 1952 року Мітрохіна почала працювати слідчою у Харкові — спочатку в Ленінському, а з грудня 1954 року в Київському районі. У липні 1961 року перейшла до Харківської міської прокуратури, де стала старшим слідчим. Проте вже в листопаді наступного року Мітрохіна пішла з прокуратури та зайнялася науково-педагогічною діяльністю в рідному вузі, де стала асистенткою на кафедрі криміналістики. Вона викладала дві навчальні дисципліни — криміналістику і судову психологію.
2 липня 1970 року Мітрохіна під науковим керівництвом професора Олексія Колесниченка і з офіційними опонентами професором Ігорем Маландіним і доцентом Віктором Фіньком захистила дисертацію на здобуття наукового ступеня кандидата юридичних наук на тему «Методика розслідування злочинних порушень правил безпеки руху та експлуатації міського електричного транспорту» (рос. Методика расследования преступных нарушений правил безопасности движения и эксплуатации городского электрического транспорта). Через півтора року була підвищена на посаді до старшого викладача, а через ще два роки, в березні 1973 року, стала доцентом кафедри. Мала вчене звання доцента.
Зінаїда Мітрохіна займалася вивченням судової психології, криміналістичної тактики, а також особливостями розслідування окремих видів злочинів. До 1974 року вона написала та опублікувала півтора десятка наукових праць. Однак основні свої наукові праці Мітрохіна написала в 1980-х—початку 2000-х років. До її основних наукових робіт відносяться «Використання даних психології під час виробництва допиту та судово-психологічної експертизи» (рос. Использование данных психологии при производстве допроса и судебно-психологической экспертизы; текст лекції, 1982), «Початкові слідчі дії у справах про розкрадання вантажів з рухомих складів залізничного транспорту» (рос. Первоначальные следственные действия по делам о хищениях грузов из подвижных составов железнодорожного транспорта; навчальний посібник, 1986), «Радянська криміналістика. Методика розслідування окремих видів злочинів» (рос. Советская криминалистика. Методика расследования отдельных видов преступлений; співавторка підручника, 1988), «Використання даних психології під час виробництва допиту» (рос. Использование данных психологии при производстве допроса; навчальний посібник, 1990), «Судово-психологічна експертиза» (конспект лекції, 1995), «Криміналістика» (співавторка підручника, 2001), «Криміналістика: криміналістична тактика та методика розслідування злочинів» (рос. Криминалистика: криминалистическая тактика и методика расследования преступлений; співавторка монографії, 2001) та «Настільна книга слідчого» (співавторка наукового видання, 2003).
Аж до останніх років Мітрохіна продовжувала працювати на кафедрі криміналістики Національної юридичної академії України імені Ярослава Мудрого (до 1991 року — Харківський юридичний інститут). Вона померла у 2002 році. Колеги по вишу характеризували її як «висококваліфікованого фахівця».